# Country of the Deaf
Country of the Deaf (Страна глухих o Strana gluchich) è un film del 1998 diretto da Valerij Todorovskij. 
In questo film gli attori esprimono in lingua dei segni russa.
La sceneggiatura è ispirata ad un romanzo di Renata Litvinova, To Own and Belong. Ha partecipato nel 1998 al Festival di Berlino.